# Plusia contexta
Plusia contexta là một loài bướm đêm trong họ Noctuidae.